# Cattedrale di San Giorgio (Damasco)
La Cattedrale di San Giorgio è un edificio sacro situato nel quartiere di Bāb Tūmā, nella parte orientale della città antica di Damasco, in Siria. Dal 1959 è la sede della Chiesa ortodossa siriaca.